# Cattedrale vecchia di Braganza
La cattedrale del Santo Nome di Gesù (in portoghese: Catedral do Santo Nome de Jesus o Sé Catedral de Bragança) è la vecchia cattedrale cattolica di Braganza, in Portogallo, e già cattedrale della diocesi di Braganza-Miranda, prima di essere sostituita nel 2001 con la cattedrale di Nostra Signora Regina, situata sempre a Braganza.

## Storia
La chiesa è stata costruita su un terreno appartenente al monastero benedettino di Castro de Avelãs e destinata ad un convento di clarisse, sarebbe poi stata affidata ai sacerdoti gesuiti nel 1562. Con l'espulsione dell'Ordine dal Portogallo nel 1759, vi fu trasferito nel 1766 il Seminario Diocesano, che nel tardo Ottocento subì lavori di ampliamento significativi. Nel 1764, in forza del breve apostolico Pastoris aeterni di papa Clemente XIV, l'antica chiesa fu eretta a cattedrale della diocesi di Braganza.

## Descrizione
L'ingresso principale della chiesa si trova lateralmente ed è un portale rinascimentale con elementi barocchi. Con l'ampliamento dell'edificio, è stato creato un ingresso secondario ad arco semplice, le finestre risalgono al 1749 e la vetrata posta sul lato occidentale al 1685. La torre è stata ulteriormente elevata tra il 1930 ed il 1931 per potervi installare l'orologio.
La chiesa è a navata unica e riflette le riforme fatte dai Gesuiti (XVII e XVIII) e gli interventi intrapresi a partire dal 1768, quattro anni dopo l'elevazione a cattedrale. Il soffitto è diviso in tre volte a crociera con archi e mensole, l'altare maggiore è in legno dorato, la balaustra del coro è del XVIII secolo. La sagrestia risale al XVII secolo e presenta decorazioni e pitture che raccontano la vita di Sant'Ignazio.